# Квінт Гатерій Антонін
Квінт Гатерій Антонін (лат. Quintus Haterius Antoninus; близько 11 — після 58) — політичний і державний діяч Римської імперії, консул 53 року.

## Життєпис
Походив з роду нобілів Гатеріїв. Син Децима Гатерія Агріппи, консула 22 року. 
У 53 році він став консулом разом з Децимом Юнієм Сіланом Торкватом. У 57—58 роках він розтринькав весь свій статок і в свої останні роки отримував персональну пенсію від Нерона. Згідно з Сенекою був професійним мисливцем за спадком.